# Park Forest Village
Park Forest Village és una concentració de població designada pel cens dels Estats Units a l'estat de Pennsilvània. Segons el cens del 2000 tenia 8.830 habitants.

## Demografia
Segons el cens del 2000, Park Forest Village tenia 8.830 habitants, 3.388 habitatges, i 2.124 famílies. La densitat de població era de 1.432,5 habitants/km².
Dels 3.388 habitatges en un 32,6% hi vivien nens de menys de 18 anys, en un 54,6% hi vivien parelles casades, en un 6,3% dones solteres, i en un 37,3% no eren unitats familiars. En el 21,2% dels habitatges hi vivien persones soles el 3,8% de les quals corresponia a persones de 65 anys o més que vivien soles. El nombre mitjà de persones vivint en cada habitatge era de 2,6 i el nombre mitjà de persones que vivien en cada família era de 3.
Per edats la població es repartia de la següent manera: un 22,7% tenia menys de 18 anys, un 20,5% entre 18 i 24, un 28% entre 25 i 44, un 21,3% de 45 a 60 i un 7,6% 65 anys o més.
L'edat mediana era de 30 anys. Per cada 100 dones de 18 o més anys hi havia 101,2 homes.
La renda mediana per habitatge era de 47.589 $ i la renda mediana per família de 67.981 $. Els homes tenien una renda mediana de 51.953 $ mentre que les dones 23.514 $. La renda per capita de la població era de 24.425 $. Entorn del 7,8% de les famílies i el 17,2% de la població estaven per davall del llindar de pobresa.

## Poblacions més properes
El següent diagrama mostra les poblacions més properes.